# Tony Van den Bosch (basketballer)
Tony Van den Bosch (Antwerpen, 10 augustus 1953) is een Belgisch basketbalcoach en voormalig basketballer.

## Carrière als speler
Van den Bosch werd geboren en groeide op in Antwerpen. Tijdens zijn schooltijd kwam hij in aanraking met basketbal, hij stopte op zijn vijftiende met school en begon net zoals zijn vader te werken op de sleepboten in de Antwerpse haven. Hij speelde toen voor de Antwerpse ploeg Ontspanning. Hij kon de overstap maken naar het Wilrijkse Hyfima maar zou dan twee jaar niet mogen spelen wat hij niet zag zitten. Door een fusie tussen Ontspanning en ZaZiKo kwam hij voor die laatste uit. Hij deelde de tijd vanaf 1971 tussen de scholieren en de eerste ploeg in derde nationale.
In 1972 werd hij opgeroepen voor zijn dienstplicht en maakte deel uit van de nationale legerploeg. In 1974 zette hij een stap hogerop en ging spelen voor Eural Goldfingers dat uitkwam in de Arenahal. In februari 1975 scheurde hij zijn kruisbanden in zijn enkel waardoor hij een operatie moest ondergaan. Ze eindigde dat seizoen als derde in de competitie. Aan het einde van het seizoen maakte hij de overstap naar eersteklasser Sunair Oostende van Rudolf Vanmoerkerke en coach Lucien Van Kersschaever. In zijn eerste seizoen speelde de ploeg Europees basketbal. In zijn tweede seizoen liep het minder vlot waardoor Van Kersschaever ontslagen werd en opgevolgd door John Huysecom. Hij combineerde in zijn tijd bij Oostende zijn basketbalcarrière met allerlei jobs.
In 1977 werd hij op eigen vraag uitgeleend aan vierdeklasser BC Wilrijk zodat hij terug dichter bij huis kon werken en ging aan de slag bij de staddiensten van Antwerpen. Hij was bij Wilrijk ook de coach maar liet die al snel over aan Jef Eygel. In december 1977 scheurede hij echter opnieuw zijn gewrichtsbanden in de enkel en moest opnieuw een operatie ondergaan. Hij speelde daarnaast ook voor Sodipa in de handelsverbond en werd daarmee vijf keer kampioen. Hij was toen ook in opleiding om brandweerman te worden maar na een zware hangarbrand in 1978 waar hij een van zijn beste vrienden (Frank Van den Bulck) verloor zag hij daarvan af.
In 1978 keerde hij terug naar Sunair Oostende maar bleef dit combineren met zijn job bij de Antwerpse stadsdiensten. In het seizoen 1978/79 werd Ron Adams de coach en Randy Frost assistent-coach, de ploeg speelde geen Europees basketbal en eindigde als vierde. De beker van België werd wel gewonnen, hij werd daarnaast aan het einde van het seizoen tweede in de verkiezing van speler van het jaar achter Ivo Van Poppelen. In het seizoen 1979/80 werd Pat Steward de nieuwe coach, door een knieblessure en de daaropvolgende operatie speelde hij niet veel dat seizoen. Aan het einde van het seizoen verliet hij de club.
Van den Bosch tekende bij Racing Mechelen waar hij onder coach Robert Marchand terechtkwam. In hun eerste seizoenen werd er in de finale verloren van Sunair Oostende. Het tweede seizoen ging veel slechter en Mechelen eindigde pas als achtste. Na dat slechte seizoen ging het in het seizoen 1982/83 weer beter en eindigde ze opnieuw tweede. In zijn laatste seizoen bij Mechelen eindigde de club als vijfde. Hij verliet de club voor het seizoen 1984/85 en tekende bij Spirale Verviers. Na twee seizoenen in de middenmoot moest hij aan het einde van het seizoen 1985/86 vertrekken. Hij tekende bij tweedeklasser BC Gent dat net gedegradeerd was uit eerste klasse. Hier speelde hij zijn laatste seizoen als speler en behaalde doorheen het jaar zijn coachingsdiplomas.

### Nationale ploeg
Van den Bosch nam in 1972 met de Belgische nationale juniorenploeg deel aan het Europees kampioenschap in Griekenland. In datzelfde jaar nam hij met de nationale legerploeg deel aan het Wereldkampioenschap voor militaire ploegen van het IMS ze haalden de halve finale. Hij nam in 1973 deel aan het Shapetoernooi waar ze vierde werden. Hij maakte zijn debuut in een oefeninterland tegen Canada en daarna in de voorbereidingen voor het EK tegen Hongarije onder coach Guy Van den Broeck en assistent Paul Poppe.
In het seizoen 1975/76 speelde hij met de nationale ploeg op een oefentoernooi in Edinburgh voor de Olympische Spelen onder bondscoach René Mol. In 1977 speelde hij mee op een toernooi in Boekarest. In de zomer van 1979 werd hij in een voorbereidingstoernooi in het Hongaarse Györ voor het Europees kampioenschap uitgeroepen tot beste speler. Daarna nam hij met de Belgische ploeg deel aan het EK in Italië waar ze alle wedstrijden verloren en twaalfde werden.
In mei 1984 speelde hij een kwalificatietoernooi met de nationale ploeg voor de Olympische Spelen. En daarna maakte hij deel uit van de nationale ploeg in de kwalificatie voor het Europees kampioenschap maar wisten zich niet te kwalificeren. In 1986 speelde hij in de kwalificatie voor het EK zijn laatste wedstrijden voor de nationale ploeg.

## Carrière als coach
In het seizoen 1987/88 werd hij hoofdcoach van BC Gent dat opnieuw promotie had afgedwongen naar eerste klasse. Hij eindigde dat seizoen als achtste in de competitie. Aan het einde van het seizoen verliet hij Gent en werd assistent-coach onder Lucien Van Kersschaever bij Racing Mechelen. In zijn eerste seizoen als assistent won de ploeg de landstitel dit herhaalde ze ook het seizoen erop. In 1989 werd hij aangesteld als nieuwe bondscoach nadat Aaron McCarthey geweigerd had. In zijn eerste taak als bondscoach wist hij met de Belgische ploeg promotie af te dwingen naar de A-groep.
Aan het einde van het seizoen 1989/90 werd hij aangesteld als hoofdcoach bij Sunair Oostende, hij nam ook Ronny Bayer mee naar Oostende. In zijn eerste seizoen won hij met de club de beker van België maar verloor in de finale van het Belgische kampioenschap van Mechelen. Als bondscoach wist hij de nationale ploeg niet naar het Europees kampioenschap in 1991 te loodsen.  Na de verloren bekerfinale in het seizoen 1991/92 moest Van den Bosch in april 1992 vertrekken, hij werd nog voor het einde van het seizoen vervangen door Terry Kunze. Hij leidde de nationale ploeg wel naar het Europees kampioenschap in 1993 waar ze als twaalfde zouden eindigen, Van den Bosch stopte hierna als bondscoach.
Na zijn ontslag bij Oostende tekende hij een contract bij Okapi Aalst voor het seizoen 1992/93 maar bleef opnieuw de job combineren met zijn job bij de sleepdiensten in de haven van Antwerpen. Aalst was net gepromoveerd naar de eerste klassen en Van den Bosch leidde de ploeg naar een elfde plaats. In zijn tweede seizoen leidde hij Aalst naar een derde plaats en kwalificatie voor een Europese campagne. Door aanhoudende financiële problemen en een tegenvallend seizoen kon Aalst de resultaten van een seizoen eerder niet herhalen en werden ze tiende.
Hij verliet in 1995 Aalst en tekende bij Cuva Houthalen waar hij coach was van 1995 tot 2000. In zijn eerste seizoen leidde hij de club naar een zevende plaats en miste net de play-offs. In zijn tweede seizoen eindigde ze als vijfde maar verloren in de play-offs van Okapi Aalst. In het seizoen 1997/98 eindigde de club als negende maar kon maar net degradatie vermijden. Ook het daarop volgende seizoen werd er maar net niet gedegradeerd met een dertiende plaats. In 1998 was hij opnieuw bondscoach geworden van de nationale ploeg nadat deze gedegradeerd waren naar de C-groep. Onder Van den Bosch promoveerde de Belgische nationale ploeg opnieuw naar de B-groep. In het seizoen 1999/00 werd Houthalen opnieuw negende.
In 2000 werd hij coach van Racing Basket Antwerpen als opvolger van Eddy Casteels. In zijn eerste seizoen terug in Antwerpen leidde hij de club naar een derde plaats. Dat succes kon het volgende seizoen niet meer herhaald worden en ze werden pas achtste aan het einde van het seizoen nam Marrek De Mondt over. In het seizoen 2002/03 werd Van den Bosch opnieuw coach maar het ging het van kwaad naar erger, Antwerpen kon maar net degradatie vermijden aan het einde van het seizoen. Bij de nationale ploeg werden in zowel de EK kwalificaties van 2001 als 2003 het Europees kampioenschap niet gehaald. In die laatste campagne moest Van den Bosch vertrekken halverwege de kwalificatie. In 2003 werd hij hoofdcoach van Power Wevelgem, mede door financiële problemen eindigde de clubs als laatste en moest degraderen.
Van den Bosch vertrok aan het einde van het seizoen bij Wevelgem. Hij maakte in het seizoen 2003/04 zijn eenmalige terugkeer als speler voor BC Penguïns in eerste provinciale. Hij tekende voor het seizoen 2004/05 bij de Nederlandse eersteklasser Polynorm Giants waar hij drie seizoenen hoofdcoach was met wisselend succes. In december  2007 tekende hij bij Aris Friesland waarmee hij opnieuw aan de slag ging in de Nederlandse competitie. Aan het einde van het seizoen stopte hij bij Leeuwarden dat negende was geworden in de Nederlandse competitie.
Van den Bosch werd hierop coach bij tweedeklasser Sint Jan Basket waarmee hij in zijn eerste seizoen meteen tweede werd achter BBC Bree. In zijn tweede seizoen werd hij halverwege het seizoen manager van Optima Gent maar bleef dit combineren met zijn job als coach bij Sint Jan. Met Sint Jan werd hij opnieuw tweede in de competitie. Na een derde seizoen bij Sint Jan waarbij opnieuw net niet kampioen werd gespeeld besloot hij zijn contract niet te verlengen. Hij bleef wel manager bij Gent. In december 2011 werd hij na het ontslag van Erik Rogiers, die hij zelf nog bij Gent had doorgestuurd, coach tot het einde van het seizoen.
In 2012 ging hij aan de slag bij de Leuven Bears om te zorgen voor de doorstroming van talenten en als aanvulling in de coachingsstaff van Jurgen Van Merbeeck. In 2015 vertrok hij bij Leuven en in oktober ging hij aan de slag bij tweedeklasser CEP Fleuris. In februari 2016 verliet hij de club nadat de eigenaar alle spelers had ontslagen en de competitie werd afgewerkt met jeugdspelers. Het daarop volgende seizoen werd hij coach van tweedeklasser Oxaco Boechout waar hij een seizoen coach was. In 2017 werd hij coach van het Nederlandse Aris Leeuwarden waar hij al eerder aan de slag was, hij bleef twee seizoenen bij de club en eindigde ondanks een kleine budget telkens in de middenmoot. Later zou blijken dat spelers betrokken waren bij matchfixing. In zijn laatste seizoen verliet hij de ploeg vroegtijdig om bij Okapi Aalst aan de slag te gaan als interimcoach.
Na het seizoen vertrok hij en ging aan de slag als sportief directeur bij Kangoeroes Mechelen. In 2021 kwam er met Tussen wal en Bal een biografie over Van den Bosch uit. Na het ontslag van Kristof Michiels in januari 2024 nam Van den Bosch de rol van coach over tot het einde van het seizoen. Voor het seizoen 2024/25 bleef hij aan als coach en leidde Mechelen naar de BNXT League-titel en de finale van het Belgisch kampioenschap dat verloren werd tegen BC Oostende.

## Carrière als commentator
Toen Van den Bosch coach was bij Houthalen vroeg Eric Goens om co-comentator te worden voor Europese en NBA-wedstrijden. Andere comentatoren waarmee hij samenwerkte waren: Etienne Dermaut, Johan Dobbelaere, Rik Samaey, Giovanni Bozzi en Jacques Stas. Op het einde was Dennis Xhaët zijn co-commentator maar de rechtstreekse uitzendingen verdwenen door te dure contracten.

## Erelijst

### Als speler
- Beker van België: 1979

### Als assistent-coach
- Belgisch landskampioen: 1989, 1990
- Beker van België: 1990

### Als hoofdcoach
- Beker van België: 1991
- BNXT League: 2025